# Barry Trotter e a Paródia Cara-de-Pau
Barry Trotter and the Shameless Parody, no Brasil Barry Trotter e a Paródia Cara-De-Pau é uma paródia da série Harry Potter da britânica J.K. Rowling, escrita por Michael Gerber e publicada em 2002.
O livro trata Harry (Barry Trotter, no caso) com uma temática mais adulta, sendo que esse aparece como um adulto desleixado, preguiçoso e um pouco ignorante.

## História
Durante anos Barry Trotter encantou milhões de fãs com suas aventuras contadas nos livros de J.G Rollins.Neles apareciam as batalhas de Barry contra o desagradável Lorde Vadermat. Hoje, Barry já com vinte e dois anos, é constantemente paparicado pelas fãs e vive com mordomia na Escola Hogwash de Bruxaria, como aluno eterno. Um dia, Calvo Dandemole, diretor da escola, entrega em suas mão uma difícil missão: impedir Hollywood de produzir um filme baseado nos seus livros. Barry reúne seus amigos e ruma à (desagradável e não esperada) aventura.